# Arthonnay
Arthonnay ist eine französische Gemeinde mit 150 Einwohnern (Stand: 1. Januar 2022) im Département Yonne in der Region Bourgogne-Franche-Comté (vor 2016 Bourgogne); sie gehört zum Arrondissement Avallon und zum Kanton Tonnerrois (bis 2015 Cruzy-le-Châtel).

## Geographie
Arthonnay liegt etwa 51 Kilometer ostnordöstlich von Auxerre. Umgeben wird Arthonnay von den Nachbargemeinden Balnot-le-Grange im Norden, Bragelogne-Beauvoir im Nordosten, Channes im Osten, Vertault im Osten und Südosten, Channay im Südosten, Cruzy-le-Châtel im Süden, Villon im Süden und Südwesten, Rugny im Südwesten, Trichey und Quincerot im Westen sowie Villiers-le-Bois im Nordwesten.

## Geschichte
Am 16. Januar 1975 stürzte hier eine Mirage III B ab.

## Bevölkerungsentwicklung
| Jahr                      | 1962 | 1968 | 1975 | 1982 | 1990 | 1999 | 2006 | 2013 |
| Einwohner                 | 292  | 268  | 209  | 200  | 187  | 179  | 171  | 167  |
| Quelle: Cassini und INSEE |      |      |      |      |      |      |      |      |

## Sehenswürdigkeiten
- Reste der ehemaligen Kirche Saint-Valentin aus dem 16. Jahrhundert, Monument historique seit 1926/1932
- Rathaus mit Windrad, seit 2003 Monument historique

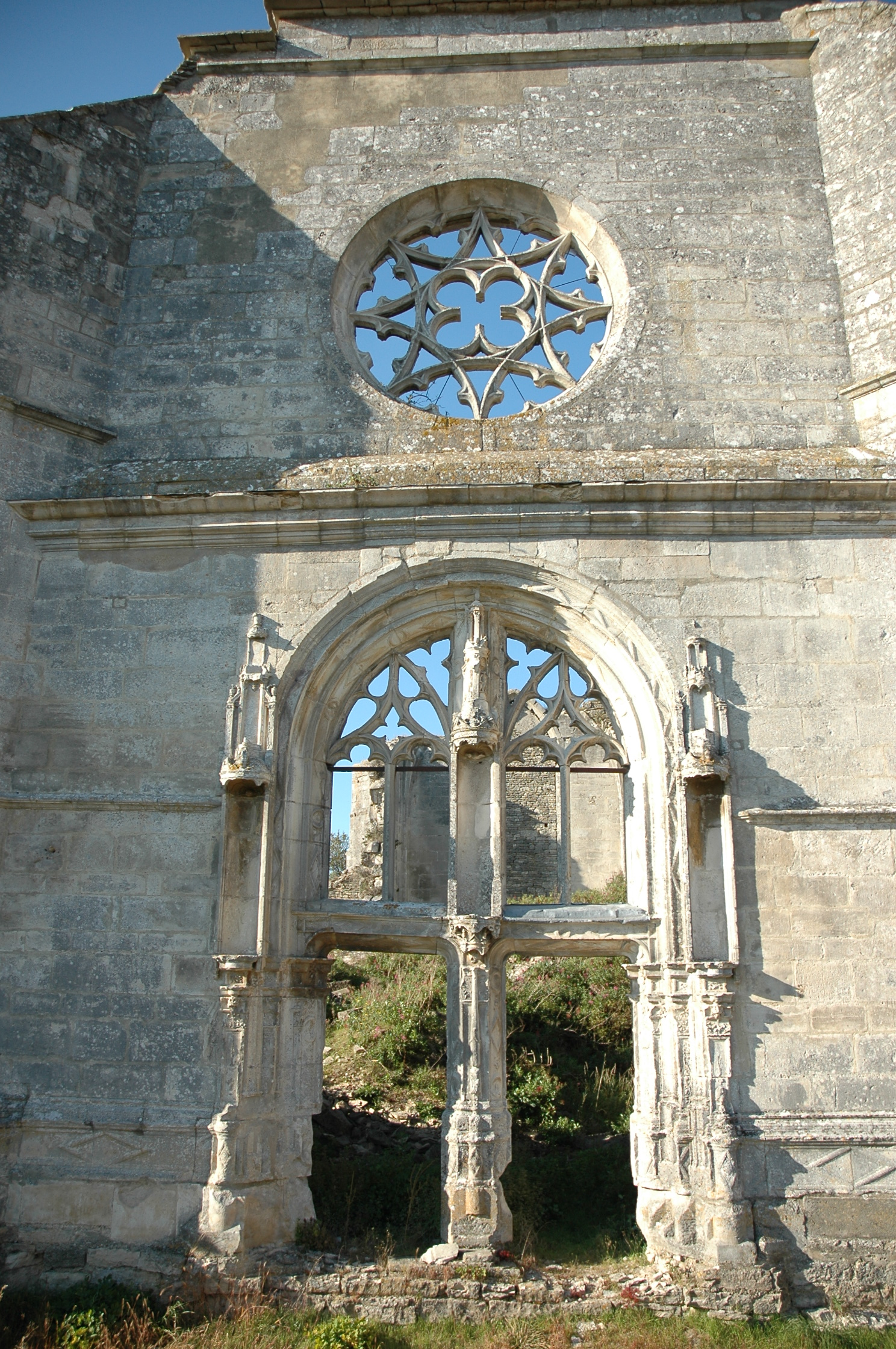
Portal der früheren Kirche Saint-Valentin

## Persönlichkeiten
- Valentin Jamerai Duval (1695–1775), Numismatiker